# Orz
Der Orz ist ein kleinerer linker Zufluss des Narew im nordöstlichen Polen. Er entspringt nördlich von Szumowo im Powiat Zambrowski, tritt sogleich in die Woiwodschaft Masowien ein und fließt in überwiegend westlicher Richtung bis zu seiner Mündung in den Narew unterhalb von Różan nach einem Lauf von rund 54,3 km. Sein Einzugsgebiet wird mit 609 km² angegeben. Am Flusslauf der Orz liegen keine Städte.